# ألبرتو غوميز (لاعب كرة قدم)
ألبرتو غوميز (بالإسبانية: Alberto Gómez Fernández) (و. 1980  م) هو لاعب كرة قدم، من إسبانيا، ولد في مدريد، يلعب كمُدَافِع.

## روابط خارجية
- ألبرتو غوميز على موقع قاعدة بيانات كرة القدم.إي يو (الإنجليزية)
- ألبرتو غوميز على موقع Soccerbase.com (لاعب) (الإنجليزية)
- ألبرتو غوميز على موقع Soccerway.com (الإنجليزية)
- ألبرتو غوميز على موقع AS.com (الإسبانية)